# Chionaema maenamii
Chionaema maenamii är en fjärilsart som beskrevs av Inoue och Kobayashi 1963. Chionaema maenamii ingår i släktet Chionaema och familjen björnspinnare. Inga underarter finns listade i Catalogue of Life.